# ديفيد أورتيغا
ديفيد أورتيغا (بالإسبانية: David Ortega)‏ هو سباح إسباني، ولد في 20 يوليو 1979 في كاستيون دي لا بلانا في إسبانيا.

## وصلات خارجية
- ديفيد أورتيغا على موقع الاتحاد الدولي للسباحة (الإنجليزية)
- ديفيد أورتيغا على موقع SwimRankings.net (الإنجليزية)
- ديفيد أورتيغا على موقع اللجنة الأولمبية الدولية (الإنجليزية)
- ديفيد أورتيغا على موقع أوليمبيديا (الإنجليزية)
- ديفيد أورتيغا على موقع اللجنة الأولمبية الإسبانية (الإسبانية)